# Hesperocyparis stephensonii
Hesperocyparis stephensonii — вид голонасінних рослин з родини кипарисових (Cupressaceae).

## Морфологічна характеристика

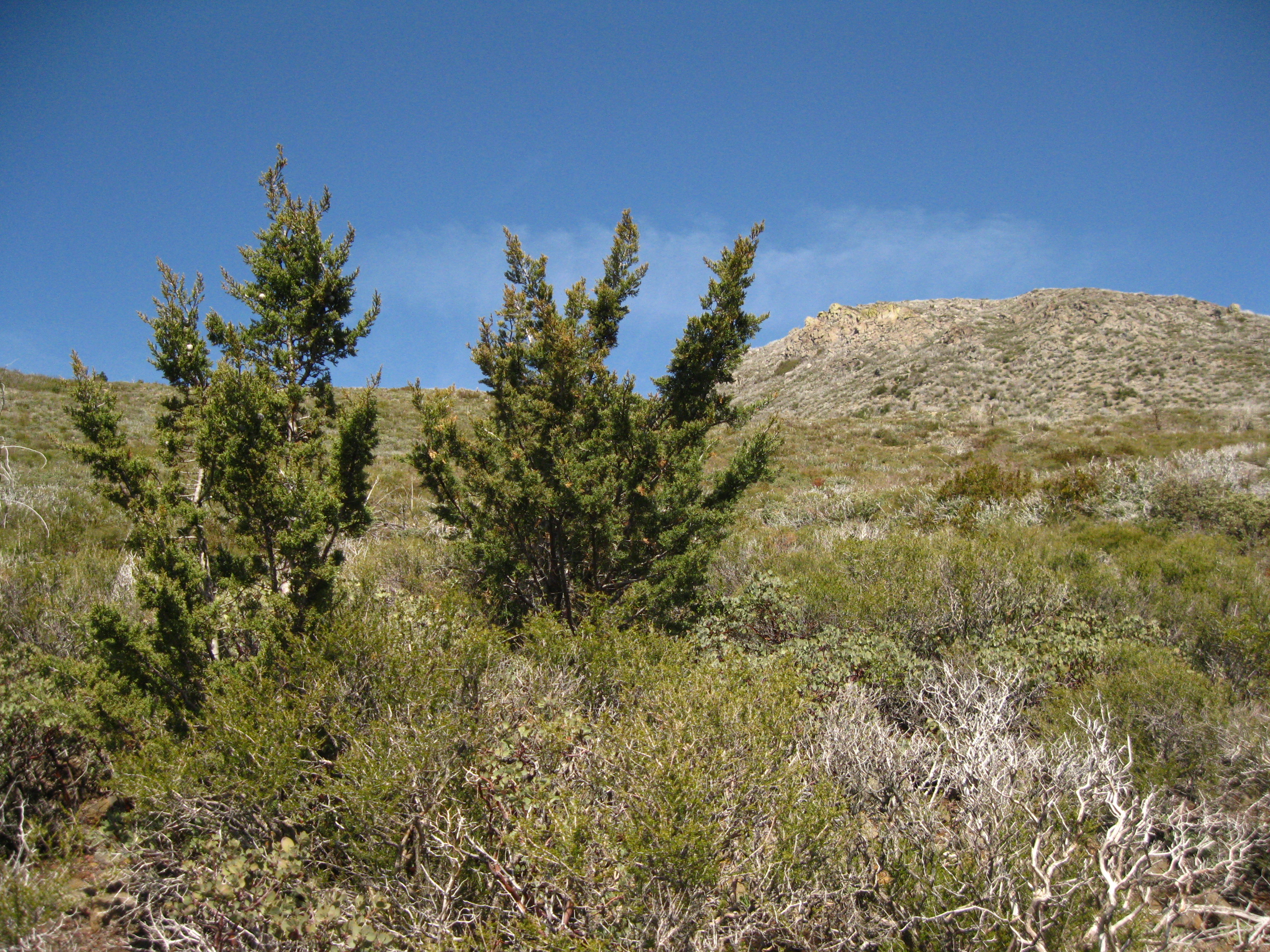

Це дерева прямовисні чи розлогі, заввишки 10–16 метрів, з шириною крони до 10 метрів, заввишки до 70 см на висоті грудей, з прямим центральним стовбуром. Кора тонка, вишнево-червона, гладка, відшаровується, не волокниста. Гілочки у довжину 10(20) мм, у товщину 1.5–2 мм, приблизно чотиригранні. Молоді листки 1 × 1 мм, гострі, абаксіально (низ) заокруглені, часто з активною залозкою. Старі листки продовжують рости і можуть досягати 4 × 10 мм із вільним кінчиком 2–3 мм завдовжки, зі смоляною залозою біля основи вільного кінчика. Смола прозора, висихає до білого кольору. Сизе листя при подрібненні має лимонний запах. Пилкові шишки 2 × 2–4 мм, циліндричні або злегка загострені. Насіннєві шишки на кінчиках гілок, зелені, у діаметрі 3 мм, до запилення буріють і виростають до 10 мм у діаметрі в кінці першого сезону, потім тьмяно-сірі, шорсткі або бородавчасті, кулясті, до 25 мм в діаметрі у зрілості (кінець 2-го сезону). Шишки містять 100–125 насінин, не сизуваті, дуже темно-коричневі, 5(8) × 5(8) мм.

## Поширення
Місцевий ареал цього виду — пд.-зх. Каліфорнія (гори Куямака).